# تسودا سوگیو
تسودا سوگیو (به ژاپنی: 津田 宗及 Tsuda Sōgyū)؛ – ۱ ژانویهٔ ۱۵۹۱) بازرگان اهل ساکای، اوساکا در ژاپن بود. تجارتخانه وی در ساکای «تننوجیا» نام داشت. در سال ۱۵۷۴ وی یکی از سه استاد برجسته مراسم چای ژاپنی در کنار ایمای سوکیو و سن نو ریکیو بود. از آنجائیکه وی رابطه بسیار نزدیکی با آکچی میتسوهیده داشت، در سال ۱۵۸۲ هنگامی‌که اودا نوبوناگا به دست آکچی میتسوهیده مجبور به خودکشی شد، به شهرت تسودا سوگیو لطمه وارد شد. وی پس از حادثه معبد هوننو به خدمت تویوتومی هیده‌یوشی درآمد.